# Vlastislavský potok
Vlastislavský potok je levostranný přítok Libského potoka ve Smrčinách v okrese Cheb.
Délka toku měří 3,6 km, plocha povodí činí 10,3 km².

## Průběh toku
Potok pramení v nadmořské výšce 530 metrů ve vesnici Vlastislav části obce Hazlov. Vytéká z malého bezpřítokového rybníčku a teče jihozápadním směrem neobydlenou krajinou. Potok či jeho drobné nepojmenované přítoky protékají několika rybníky, z nichž největší je Nebesák (7,85 ha). Dalšími rybníky jsou Prostřední, Vlastislavský, Libský a Malý Frank. V údolí pod zámkem v Libé se zleva vlévá do Libského potoka.